# Ruedi Walter
Ruedi Walter (10 de diciembre de 1916 - 16 de junio de 1990) fue un artista de cabaret y actor teatral y cinematográfico de nacionalidad suiza. Junto a Emil Hegetschweiler, Heinrich Gretler, Alfred Rasser y Max Haufler, fue uno de los cinco principales actores suizos de su época, con un talento interpretativo que le permitió interpretar tanto papeles serios como de comedia. 

## Biografía
Su verdadero nombre era Hans Rudolf Häfeli, y nació en Soleura, Suiza. En sus primeros años trabajó para la compañía de té Twinings, después para Maggi, y después viajó a París y a Londres, donde se ocupó en el negocio del té. A causa del inicio de la Segunda Guerra Mundial, en 1939 volvió a Suiza, donde debió cumplir con el servicio militar. 
Durante los años de la guerra hizo sus primera actuaciones sobre el escenario, trabajando en el Teatro de Basilea y en los locales Bärentatze y Cabaret Kaktus, y tras finalizar la contienda ingresó en el elenco del Cabaret Cornichon. Sin embargo, el pequeño escenario antifascista había superado ya su mejor momento, y las piezas representadas allí pasaron rápidamente al olvido, pero a cambio Walter conoció a la actriz Margrit Rainer, con la cual inició una larga colaboración artística. 
Después de dos años actuando en el Cornichon, la pareja colaboró durante décadas en innumerables representaciones teatrales. Walter y Rainer trabajaron también en la radio, siendo muy populares sus actuaciones en los programas Spalebärg 77a y Bis Ehrsams zum schwarze Kaffi en los años 1950. Tras la repentina muerte de Margrit Rainer en 1982, Walter actuó en varias producciones cinematográficas y televisivas suizas, e incluso llegó a trabajar en el Circo Knie. 
Sin embargo, el principal campo de actividad de Walter siguió siendo el escenario, interpretando a lo largo de su carrera un total de alrededor de 500 papeles. Destacó en todo tipo de personajes, como Bauer Heiri en Die kleine Niederdorfoper o Estragon en Esperando a Godot. Se ganó una gran reputación como actor popular, actuando en musicales escritos por Werner Wollenberger, Hans Gmür, Max Rüeger, Karl Suter), Hans Moeckel y Paul Burkhard, entre ellos Die kleinen Niederdorf, Eusi chlii Stadt, Golden Girl, y Bibi Balu. En estas piezas no solo actuaba junto a Margrit Rainer, sino también con Ines Torelli, Inigo Gallo, Edi Huber, Vincenzo Biagi, Jörg Schneider y Paul Bühlmann, entre otros.
A pesar de tener graves problemas visuales en sus últimos años que le obligaron a trabajar casi ciego, Ruedi Walter siguió actuando en el cine y el teatro hasta el momento de su muerte. Walter falleció inesperadamente en Basilea, Suiza, en 1990, a causa de un fallo cardiaco surgido como complicación de una operación de rodilla. Había estado casado con la actriz Irène Camarius, con la que tuvo dos hijos y con la que actuó con frecuencia en muchas obras teatrales.

## Selección de su filmografía
Cine 
- 1949: Mitenand gahts besser
- 1952: Ein Lied vom Reisen
- 1953: Die Venus von Tivoli
- 1955: Polizischt Wäckerli
- 1956: Oberstadtgass
- 1957: Taxichauffeur Bänz
- 1957: Spalebärg 77 A
- 1957: Der 10. Mai
- 1957: Glück mues me ha
- 1958: Zum goldenen Ochsen
- 1958: Die Käserei in der Vehfreude
- 1959: Hinter den sieben Gleisen
- 1960: Anne Bäbi Jowäger – 1ª parte : Wie Jakobli zu einer Frau kommt
- 1960: Der Teufel hat gut lachen
- 1961: Anne Bäbi Jowäger – 2ª parte: Jakobli und Meyeli
- 1961: Die Ehe des Herrn Mississippi
- 1961: Demokrat Läppli
- 1962: Der 42. Himmel
- 1964: Geld und Geist
- 1966: Bonditis
- 1967: Unruhige Töchter
- 1968: Sommersprossen
- 1968: Die 6 Kummer-Buben
- 1969: Das Go-Go-Girl vom Blow-Up
- 1970: Pfarrer Iseli
- 1971: Der Kapitän
- 1973: Gott schützt die Liebenden
- 1988: Klassezämekunft
- 1990: Bingo

 Televisión 
- 1968: Die 6 Kummer-Buben
- 1973: Ein Fall für Männdli
- 1974: My Frau - der Chef
- 1976: Hurra, en Bueb!
- 1978: Die kleine Niederdorfoper
- 1979: D'Muetter wott nur s'Bescht
- 1981: Potz Millione
- 1985: Drei Männer im Schnee

## Premios
- 1978: Premio Walo
- 1984: Premio Hans Reinhart-Ring